# Commelina quarrei
Commelina quarrei är en himmelsblomsväxtart som beskrevs av De Wild. Commelina quarrei ingår i släktet himmelsblommor, och familjen himmelsblomsväxter. Inga underarter finns listade.